# 阿尔孔切尔德亚里萨
阿尔孔切尔德亚里萨，是西班牙阿拉贡自治区萨拉戈萨省的一个市镇。 总面积35平方公里，总人口126人（2001年），人口密度4人/平方公里。